# QUEST (Exzellenzcluster)
Der Exzellenzcluster QUEST – Centre for Quantum Engineering and Space-Time Research wurde zwischen 2007 und 2012 im Rahmen der Exzellenzinitiative von Bund und Ländern gefördert und erhielt anschließend bis 2014 eine Auslauffinanzierung. Seit 2015 wird die Forschungsarbeit des Clusters in Form der QUEST-Leibniz-Forschungsschule weitergeführt, die 2009 gegründet wurde.
Die zentralen Forschungsgebiete des Clusters waren das Quanten-Engineering und die Raum-Zeit-Forschung. Der Exzellenzcluster war mit Wissenschaftlern aus den Bereichen Quantenoptik, Laserphysik, Festkörperphysik, Gravitationsphysik, Theoretischer Physik und Geodäsie interdisziplinär ausgerichtet, beteiligt waren Institute der Leibniz Universität Hannover und mehrere Partnerinstitutionen. Sprecher des Exzellenzclusters waren Wolfgang Ertmer, stellvertretender Sprecher war Karsten Danzmann.

## Forschung
Im Cluster wurden Quanteneffekte zur Herstellung neuer Messtechnologien erforscht. Es wurde an neuen Konzepten gearbeitet, die durch die gezielte Ausnutzung dieser Quanteneffekte bisherige Messgenauigkeiten verbessern sollten. Beispiele sind stabile und präzise Lasersysteme, maßgeschneiderte optische Technologien, spezielle Formen des Lichts (gequetschtes Licht) und Atom-Interferometer. Diese Technologien werden unter anderem direkt im Gravitationswellendetektor GEO 600 zur Steigerung der Empfindlichkeit eingesetzt. Darüber hinaus eignet sich die Technologie auch zur Verwendung in Geodäsie-Projekten, wie zum Beispiel für künftige Schwerefeld-Satellitenmissionen.
Der Cluster war an der Entwicklung und Herstellung stabiler und hochgenauer (optischer) Uhren beteiligt, insbesondere von transportablen Uhren für den Einsatz im Weltraum. Diese Uhren werden für Anwendungen der Präzisionsgeodäsie benötigt wie z. B. für das GNSS (Global Navigation Satellite System) und für hochgenaue Messungen des Erdschwerefeldes.
Die neu entwickelten Technologien sollen für Messungen eingesetzt werden, die fundamentale Fragen der theoretischen Physik von Zeit und Raum beantworten sollen. Konkret geht es unter anderem um den Zusammenhang von Quantenmechanik mit der Gravitation, dem Test, ob Fundamentalkonstanten wirklich konstant sind, und um Abläufe bei der Entstehung des Weltalls.

## Gliederung der Forschungsschwerpunkte
Die Forschung von QUEST war in vier Forschungsbereiche (A–D) gegliedert:
- A: Quanten-Engineering
- B: Quanten-Sensoren
- C: Raum-Zeit-Forschung
- D: Neuartige Technologien

Neben den Forschungsbereichen hatte QUEST die so genannten Task Groups eingerichtet, die als themenübergreifende Arbeitsgruppen funktionieren und spezifische Forschungsvorhaben als Querstrukturen zu den Forschungsbereichen bearbeiteten:
- T: Task Groups

Ergänzt wurde die Struktur um Bereich H, der die Förderung von wissenschaftlichem Nachwuchs und Gleichstellung beinhaltete:
- H: Human Resources

## Beteiligte Institutionen
- Institute der Leibniz Universität Hannover:
  - Institut für Quantenoptik
  - Institut für Gravitationsphysik
  - Institut für Theoretische Physik
  - Institut für Angewandte Mathematik
  - Institut für Erdmessung
  - Institut für Festkörperphysik
- Laser Zentrum Hannover e.V.
- Max-Planck-Institut für Gravitationsphysik (Albert-Einstein-Institut, Hannover)
- Gravitationswellen-Detektor GEO600
- Physikalisch-Technische Bundesanstalt, Braunschweig
- Zentrum für Angewandte Raumfahrttechnologie und Mikrogravitation (ZARM), Bremen

## Forschungsbau HITec
Der Wissenschaftsrat hatte 2010 den Bau eines neuen Forschungsbaus an der Leibniz Universität Hannover empfohlen, das Hannover Institut für Technologie, kurz HITec. Der Forschungsbau ermöglicht es, Grundlagenforschung, angewandte Forschung und Technologieentwicklung auf dem Gebiet der Quantenphysik und Geodäsie zusammen unter einem Dach durchzuführen. Der Bau für eine Mitarbeiteranzahl von 100 bis 120 Personen wurde zunächst auf rund 29,5 Millionen Euro ausgelegt und sollte in einer dreijährigen Bauzeit von 2014 bis 2016 realisiert werden. Am 27. Januar 2015 erfolgte die Grundsteinlegung und am 6. Juli 2018 wurde das HITec-Gebäude offiziell eröffnet. Die Kosten beliefen sich auf 34 Millionen Euro. Neben vielen insbesondere für Laserexperimente geplanten Laboren beinhaltet das HITec drei Großgeräte: Ein Freifallsimulator, eine Faserziehanlage und eine Atomfontäne.